# Pârjoale moldovenești
El pârjoale moldovenești (en català rostits de Moldàvia) són una mena de mandonguilles, ja que són una especialitat romanesa de Moldàvia, l'est de Romania. A la carn picada s'afegeixen patates, pastanagues i hortalisses, sense faltar-hi l'anet. La recepta difereix mínimament segons la regió.

## Ingredients

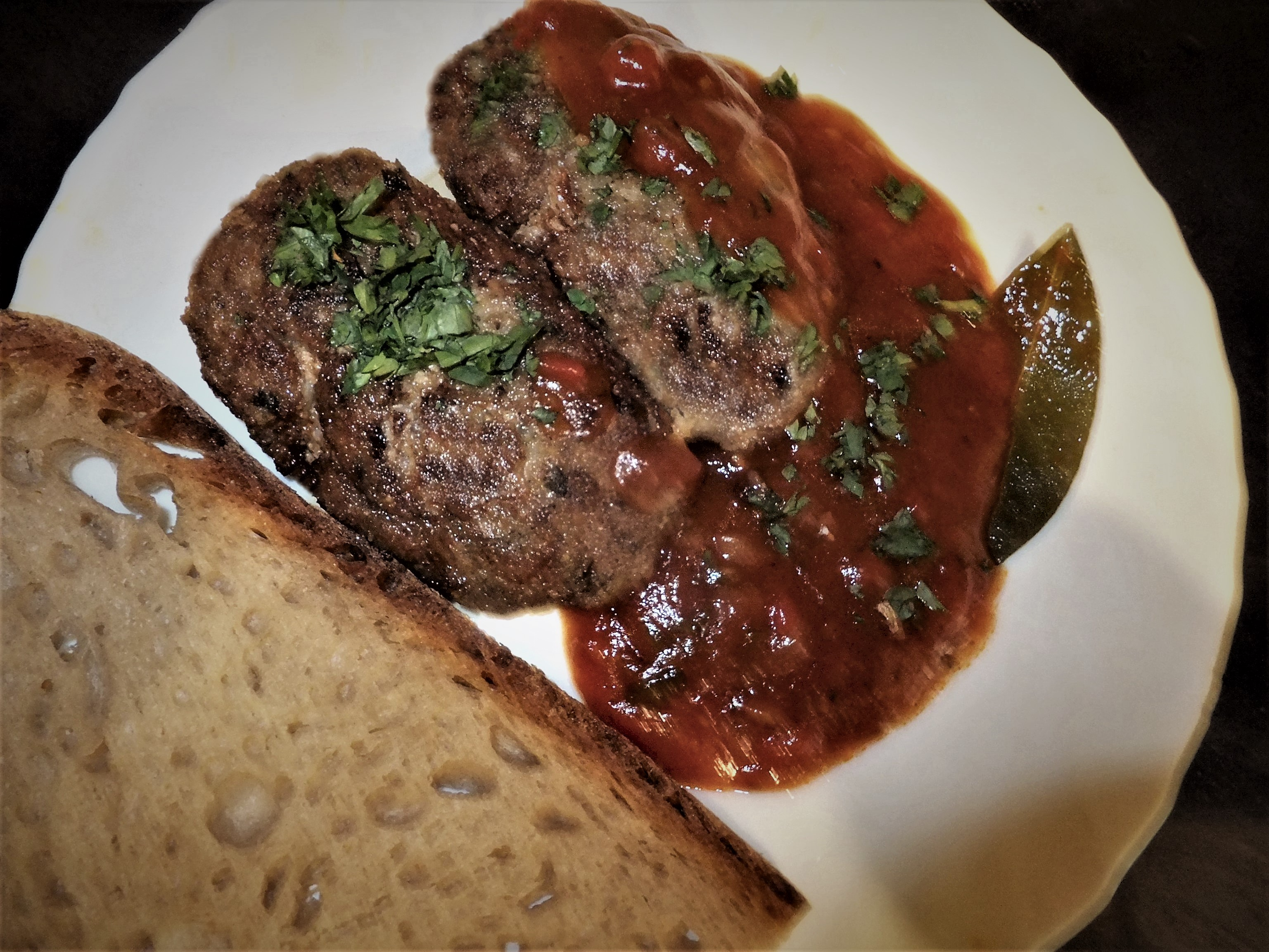
Rostits moldaus

Per a la preparació de rostits necessiteu mig quilogram de carn picada (vedella, porc o barrejada), cebes, per assaborir alls, un tros de pastanaga, una patata, una llesca de pa blanc, un ou, verdures picades, julivert, anet, api bord, sal, pebre negre, pa ratllat i llard de porc (oli o llard de porc).
La recepta dels rostits moldaus sovint difereix lleugerament. Les variacions en la seva preparació, però, sempre fan referència a la composició de les verdures que s'hi afegeixin. En alguna ocasió també s'hi pot afegir xai.

## Preparació
Barregeu bé la carn amb l'ou, una patata i una pastanaga crua, tant ratllades com ben espremudes, amb el bagel xopat amb llet o brou de carn i espremut (o pa ratllat), amb la ceba, trossejada finament i fregida amb una mica d'oli com amb les verdures picades fines i les espècies. Formeu pèls i boles amb el pa ratllat i aplaneu-los fins que siguin de la mida del palmell i d'uns 2 cm de gruix. A continuació, poseu oli o llard de porc en una paella al foc i, quan estigui calent, fregiu els rostits per un costat i per l'altre durant uns 10 minuts.

## Com es serveix
Els rostits es poden servir freds amb escabetxos, especialment amb pebrots i pa picants o calents amb qualsevol guarnició de verdures, amb amanida de patata, amb mongetes batudes, xucrut, puré d'espinacs o d'ortiga, amb salsa d'acella o tomàquet.